# Leva
Leva is een geslacht van rechtvleugeligen uit de familie veldsprinkhanen (Acrididae). De wetenschappelijke naam van dit geslacht is voor het eerst geldig gepubliceerd in 1909 door Bolívar.

## Soorten
Het geslacht Leva omvat de volgende soorten:
- Leva aethiopica Bolívar, 1922
- Leva arabica Uvarov, 1936
- Leva astipta Jago, 1996
- Leva burmana Jago, 1996
- Leva callosa Uvarov, 1922
- Leva guichardi Jago, 1996
- Leva hackeri Ingrisch, 1999
- Leva hemiptera Uvarov, 1952
- Leva incilicula Jago, 1996
- Leva indica Bolívar, 1902
- Leva jordanica Uvarov, 1933
- Leva magna Jago, 1996
- Leva nicholai Baccetti, 1985
- Leva obtusa Ingrisch, 1999
- Leva paraindica Jago, 1996
- Leva perexigua Jago, 1996
- Leva popovi Jago, 1996
- Leva soluta Bolívar, 1914
- Leva soudanica Descamps, 1965
- Leva striolifrons Jago, 1996